# Mikel Irujo Amezaga
Mikel Irujo Amezaga (ur. 6 października 1972 w Caracas) – hiszpański i baskijski polityk, prawnik oraz samorządowiec, w latach 2007–2009 poseł do Parlamentu Europejskiego.

## Życiorys
W 1995 ukończył studia prawnicze na Uniwersytecie Nawarry w Pampelunie. W 2002 uzyskał dyplom w dziedzinie prawa europejskiego w Brukseli. Prawo wspólnotowe studiował również podyplomowo na kształcącym na odległość uniwersytecie UNED. Doktoryzował się z prawa na Uniwersytecie Kraju Basków. Od 1996 pracował w charakterze analityka prawnego w wydawnictwie prawniczym. Był asystentem parlamentarnym baskijskiego europosła Gorki Knörra (1999–2000).
Związał się z baskijskim ruchem niepodległościowym. W latach 1998–2002 był sekretarzem ds. międzynarodowych młodzieżowej organizacji Gazte Abertzaleak. W 2001 zakładał grupę młodych Wolnego Sojuszu Europejskiego, pełnił funkcję jej przewodniczącego (2001–2002). Od 2003 pełnił obowiązki sekretarza organizacyjnego w partii Solidarność Basków w Nawarze. Sprawował mandat radnego miejscowości Ultzama z ramienia koalicji Nafarroa Bai.
W 2000 otwierał listę partyjną w wyborach do Kongresu Deputowanych. Cztery lata później stanął na czele listy w wyborach europejskich. W 2007 objął mandat posła do Parlamentu Europejskiego (w miejsce Bernata Joana i Marí), który wykonywał do 2009. Był członkiem frakcji zielonych. Zasiadał w Komisji Kultury i Edukacji oraz w Delegacji do Wspólnego Zgromadzenia Parlamentarnego AKP-UE.
Powrócił następnie do pracy w wydawnictwie. W 2015 został delegatem rządu Nawarry w Brukseli. W 2019 objął stanowisko dyrektora generalnego w jednym z departamentów rządowych, a w 2021 dołączył do rządu wspólnotowego Nawarry, w którym powierzono mu odpowiedzialność za kwestie rozwoju gospodarczego i przedsiębiorczości. Pozostał również członkiem kolejnego rządu regionalnego, który powołano w 2023 (odpowiadając w nim m.in. za przemysł i transformację ekologiczną).